# Bijeli metal
Bijeli metal ili bijela kovina je slitina na osnovi kositra, olova ili drugih metala niskog tališta, koja u dodiru s drugim materijalima pruža malen otpor klizanju, pa se upotrebljava u zdjelicama strojnih ležajeva kako bi se smanjilo trenje i poboljšalo podmazivanje. Razlikuju se kositreni bijeli metal, s oko 80% kositra, i olovni bijeli metal, s oko 75% olova. Obje slitine sadrže i 10 do 15% antimona i nešto bakra. Postoje i nadomjestci na osnovi drugih metala. Tvrda je vrsta bijelog metala olovna bronca, slitina bakra koja ima do 30% olova i nešto kositra.

## Materijali za blazinice ležaja
Kod materijala za blazinice ležaja bitno je da se klizne površine mogu precizno obraditi i tako postići dobra antifrikciona svojstva. Poseban problem pri obradi predstavljaju dijelovi koji otpadaju, jer se pri obradi utiskuju u površinu, te je oštećuju. S ovog gledišta, za blazinice ležaja primjerenije je upotrijebiti legure za gnječenje, a ne legure za lijevanje, koje se inače lakše obrađuju.
Za blazinice ležaja najviše se koriste neželjezni metali (kositar, cink, olovo, bakar, aluminij) i njihove legure zbog dobrih kliznih svojstava pri nedovoljnom podmazivanju. S obzirom na to da su njihova svojstva čvrstoće ovisna o temperaturi, upotrebljavaju se samo u određenom temperaturnom području:
- legure olova i kositra: do 80 °C,
- legure cinka: do 100 °C,
- legure aluminija: do 150 °C,
- legure bakra (bronce) za lijevanje: do 250 °C,
- legure kositra za gnječenje: do 300 °C.[2]

| Dopušteni površinski tlakovi u kliznim ležajima | Dopušteni površinski tlakovi u kliznim ležajima | Dopušteni površinski tlakovi u kliznim ležajima |
| Materijal ležaja (blazinice)                    | Najveća brzina klizanja v (m/s)                 | Dopušten površinski tlak pdop (N/mm2)           |
| ----------------------------------------------- | ----------------------------------------------- | ----------------------------------------------- |
| Bijeli metal                                    | 10                                              | od 0,5 do 3                                     |
| Kositrena bronca                                | 8                                               | od 2 do 3                                       |
| Sinterirana (staljena) bronca ili željezo       | 4                                               | od 2 do 2,5                                     |
| Sivi lijev                                      | 5                                               | od 0,8 do 1                                     |
| Magnezijske slitine                             | 6                                               | od 0,3 do 0,4                                   |
| Polimerni materijali                            | 2                                               | od od 0,5 do 3                                  |